# معركة دراغاشاني
معركة دراغاشاني (بالإنجليزية: Battle of Dragashani)‏ هي معركة بين قوات الدولة العثمانية والمتمردين اليونانيين وذلك في 19 يونيو 1821 وكانت الانتفاضة الأولى لحرب الاستقلال اليونانية وقعت هذه المعركة قرب قرية دراغاشاني، والاشيا وانتهت المعركة بانتصار قوات الدولة العثمانية.